# Comuna Kovîlne, Rozdolne
Kovîlne (în ucraineană Ковильне) este o comună în raionul Rozdolne, Republica Autonomă Crimeea, Ucraina, formată din satele Kovîlne (reședința), Molocine, Sinokisne, Vitreanka și Voloceaievka.

## Demografie
Componența lingvistică a comunei Kovîlne
     Rusă (69,4%)
     Ucraineană (17,15%)
     Tătară crimeeană (11,28%)
     Alte limbi (0,14%)
Conform recensământului din 2001, majoritatea populației comunei Kovîlne era vorbitoare de rusă (69,4%), existând în minoritate și vorbitori de ucraineană (17,15%) și tătară crimeeană (11,28%).